# Маріан Смерчяк
Маріан Смерчяк (словац. Marián Smerčiak; нар. 24 грудня 1970, м. Ліптовски Мікулаш, ЧССР) — словацький хокеїст, захисник. 
Виступав за «Дукла» (Тренчин), ХК «32 Ліптовски Мікулаш», «Слован» (Братислава), «Гілфорд Флеймс», ХК «Ростокер», ХК «Списька Нова Весь», ХК «95 Повазька Бистриця».
У складі національної збірної Словаччини провів 88 матчі (8 голів); учасник зимових Олімпійських ігор 1994, учасник чемпіонатів світу 1994 (група C), 1995 (група B) і 1996, учасник Кубка світу 1996. 
Чемпіон Чехословаччини (1992). Чемпіон Словаччини (1994, 1997), срібний призер (1995, 1996).